# Horváth László (műgyűjtő)
Horváth László (Sopron, 1949 – 2023. május 11.) galériatulajdonos, műgyűjtő.

## Származás, tanulmányok
Édesapja kárpitosmester volt, édesanyja a híres Háring erdészfamília leszármazottja, otthon vezette a háztartást. Horváth László maga is kitanulta az asztalos és kárpitos szakmát, később okleveles faipari mérnök lett. Egyetemi évei alatt faintarziákat készített, festett és és Szabó Ali műhelyében dolgozott grafikusként.

## Galériaalapító
1985-ben feleségével megalapította a történelmi Nagycenken a Horváth & Lukács Galériát. A vállalkozás azonnali képkeretezéssel, képkeretek kis- és nagykereskedelmével, képkeretgyártással, restaurálással foglalkozik és nyújt egyedi szolgáltatást képkeretező szakkereskedőként. 
Párhuzamosan a képkeretezés mellett kialakított egy országosan és nemzetközileg elismert kortárs művészeti galériát, mely több ezer eredeti kortárs művészeti alkotást tár a látogatói elé. Nem művészként, galériásként, szakmailag jól megalapozottan, de szabadelvűen és újra való nyitottsággal gyűjtötte és választotta ki a művészeket és képeiket. Számtalan művészt és művészeti kezdeményezést karolt fel és támogatott önzetlenül.
Sokáig nagycenki testületi tag, a Nagycenkért Alapítvány elnöke és alpolgármester volt. 2015-ben a Nagycenkért Díj kitüntetettje.

## Család
Felesége, Lukács Ibolya a Horváth & Lukács Galéria egyik ügyvezetője. Három lány édesapja. 